# Tetrazygia elaeagnoides
Tetrazygia elaeagnoides är en tvåhjärtbladig växtart som först beskrevs av Olof Swartz, och fick sitt nu gällande namn av Dc. Tetrazygia elaeagnoides ingår i släktet Tetrazygia och familjen Melastomataceae. Inga underarter finns listade i Catalogue of Life.